# Yukatek

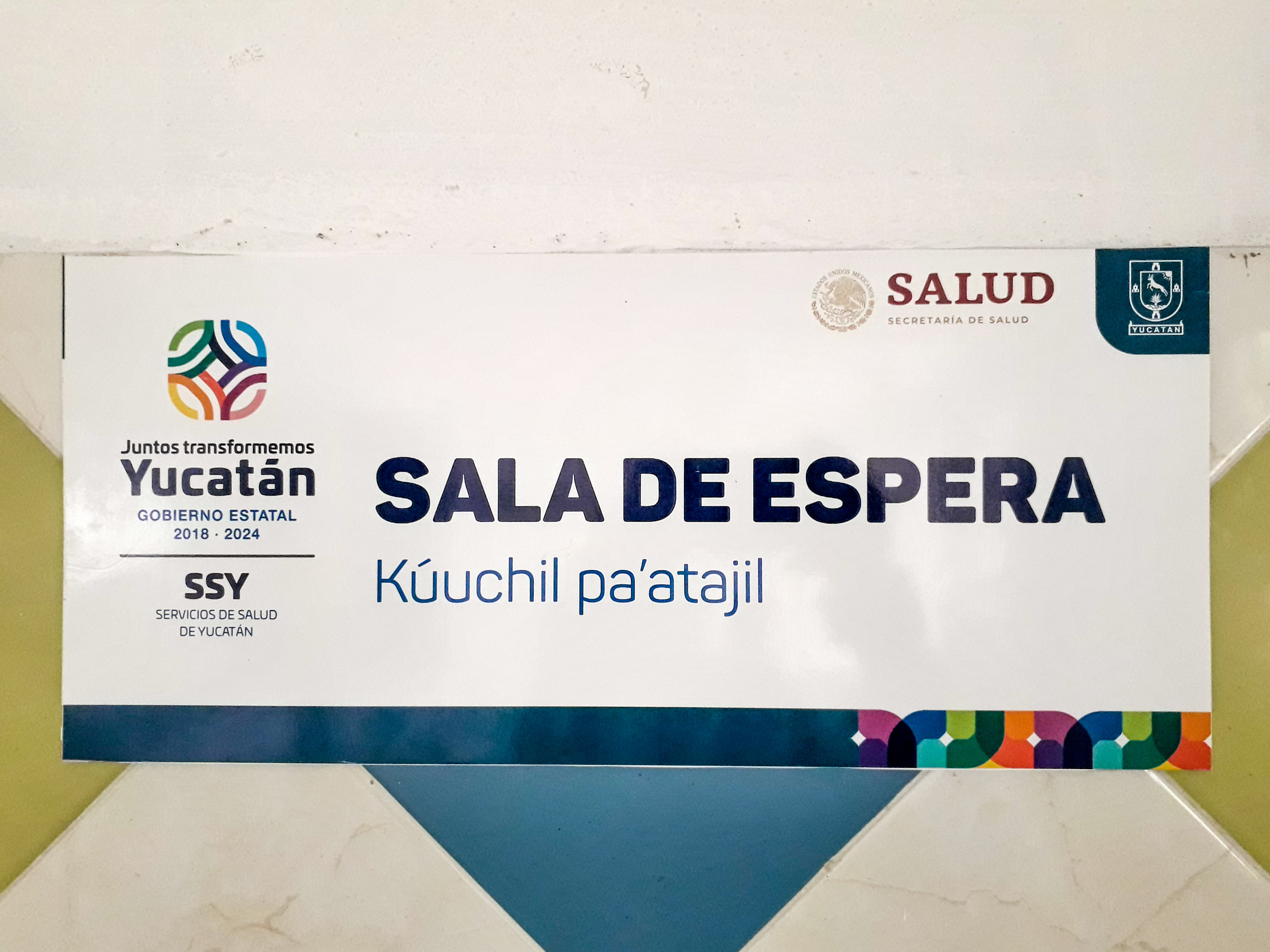
En tvåspråkig skylt i en vårdcentral

Yukatek (även yucatek eller maya) är ett mayaspråk som talas främst på Yucatánhalvön, i Mexiko, Belize och Guatemala. Enligt Mexikos folkräkningen 2010 talades språket av 786 113 personer.
Radionätverket Sistema de Radiodifusoras Culturales Indigenistas har flera lokala kanaler med sändningar på yukatek.

## Fonologi

### Konsonanter
|             |             | Labial | Alveolar | Palatal | Velar | Glottal |
| ----------- | ----------- | ------ | -------- | ------- | ----- | ------- |
| Nasal       | Nasal       | m      | n        |         |       |         |
| Klusil      | norm.       | p      | t        |         | k     | ʔ       |
| Klusil      | Ejektiv     | p'     | t'       |         | k'    |         |
| Implosiv    | Implosiv    | ɓ      |          |         |       |         |
| Frikativ    | Frikativ    |        | s        | ʃ       | x     | h       |
| Affrikat    | norm.       |        | ts       | tʃ      |       |         |
| Affrikat    | Ejektiv     |        | ts'      | tʃ'     |       |         |
| Approximant | Approximant | w      | l        | j       |       |         |
| Tremulant   | Tremulant   |        | r        |         |       |         |

Källa:

### Vokaler
|           | Främre | Bakre |
| --------- | ------ | ----- |
| Sluten    | i      | u     |
| Halvöppen | e      | o     |
| Öppen     | a      |       |

Källa:

## Skriftspråket
Traditionellt har yukatek skrivits med hieroglyfer men efter conquistadorerna besegrade regionen under 1500–1600-talet, började man använda latinska alfabetet.. Mayaskriften avkrypterades på 1950-talet.
I dagens läge används bara latinska alfabetet.